# Rollerball (pel·lícula de 1975)
Rollerball és una pel·lícula estatunidenca dirigida per Norman Jewison, estrenada el 1975. Ha estat doblada al català.

## Argument
2018. El món és controlat per corporacions econòmiques com la corporació de l'energia, amb base a Houston. Aquestes corporacions dirigeixen formacions esportives que practiquen el rollerball, esport violent que no permet l'emergència d'estrelles individuals. Jonathan E. (James Caan) trenca aquest tabú sobrevivint a partits discutits sense regles, deixant així malament la filosofia del rollerball i d'aquesta societat del futur: «El joc és més gran que el jugador». Davant la seva popularitat molesta, els càrtels, representats a Houston amb Bartholomew (John Houseman), exigeixen de Jonathan la seva retirada abans de la final anual.
Resistint totes les pressions, incloent-hi la mort cerebral del seu millor amic Moonpie (John Beck), en la semifinal. Malgrat les advertències del seu entrenador (Shane Rimmer), Jonathan lliura una final sense regles ni durada l'únic objectiu de la qual és la seva eliminació. Contra vent i marea, al final d'una batalla èpica, Jonathan continuarà sent l'últim supervivent del seu equip. Perdona l'últim supervivent de l'equip advers abans de guanyar la final marcant un punt i es converteix, en un instant, el que temien tant els dirigents, una llegenda viva.

### El rollerball
Forma de Roller Derby on intervenen igualment motoristes. Els equips han de prendre el control d'una pilota de metall i posar-la en una mena de cistella imantada per marcar punts. A la novel·la titulada Rollerball Murder, l'objectiu era abans de tot de matar el seu adversari. És menys cert a la pel·lícula, tot i que la violència continua sent un element essencial del joc.
El rollerball també s'acosta en molts aspectes al futbol americà i a l'hoquei sobre gel. No té en comú amb el roller derbi més que els patins a rodes i la pista circular.
Per tal de fer caure Jonathan E. del seu pedestal, l'últim partit de la pel·lícula es juga sense regles i sense límit de temps.

## Repartiment
- James Caan: Jonathan E.
- John Houseman: Bartholomew
- Maud Adams: Ella
- John Beck: Moonpie
- Moses Gunn: Cletus
- Pamela Hensley: Mackie
- Barbara Trentham: Daphne
- Ralph Richardson: el bibliotecari genovès
- Shane Rimmer: Coach
- Burt Kwouk: El metge japonès

## Al voltant de la pel·lícula
Al Començament dels anys 1970, William Harrison, professor a la universitat d'Arkansas, assisteix a un partit de bàsquet que acaba en baralla general. Observant que el públic aprecia més els cops de puny que el mateix joc, Harrison imagina llavors una història en la qual la violència no es limitaria a formar part integrant de l'esport sinó que en seria l'única raó de ser. Imagina un esport fictici anomenat Rollerball  que és una barreja de futbol americà, de motocross i d'hoquei.
El 1973, Norman Jewison descobreix, a la revista Esquire, la notícia de William Harrison titulada The Roller Ball Murders . Contacta l'autor i li proposa comprar-li els drets per a 50.000 dòlars. Però Harrison demana més diners, exigeix d'escriure ell mateix el guió i de cobrar el mateix salari que l'actor principal. Dos mesos més tard, Harrison escriu el guió de la pel·lícula a Londres.
Norman Jewison proposa el paper principal a James Caan. L'actor pren algunes setmanes per aprendre a patinar a una velocitat compresa entre 55 i 65 km/h i s'entrena per a les escenes de perill que executa finalment ell mateix en el rodatge. Per reforçar-lo, són igualment escollits els actors John Houseman i Ralph Richardson.
La pel·lícula ha estat essencialment rodada a Múnic pels seus decorats futuristes. Es reconeix sobretot la Torre BMW que serveix de seu a la Corporació de l'energia però també el Parc olímpic de Múnic que havia estat utilitzat per als Jocs Olímpics d'Estiu de 1972. Les seqüències interiors han estat rodades als Pinewood Studios, al Regne Unit.
La pel·lícula ha estat objecte d'un remake el 2002, dirigida per John McTiernan, amb Jean Reno.

## Premis i nominacions

### Premis
- BAFTA a la millor direcció artística per John Box

### Nominacions
- BAFTA a la millor fotografia per Douglas Slocombe
- BAFTA al millor muntatge per Antony Gibbs